# Farallon de Pajaros
Farallón de Pájaros (từ tiếng Tây Ban Nha Farallón de Pájaros, có nghĩa là "Vách đá của loài chim", còn được gọi là Uracus hoặc Urracas (từ tiếng Tây Ban Nha Urracas, có nghĩa là "Chim ác là"), là một hòn đảo núi lửa nhỏ (2,3 km2) không người ở, là hòn đảo cực bắc và cũng xa nhất về phía tây trong chuỗi đảo của Quần đảo Bắc Mariana.